# بازماسر آراکلیان
بازماسر مانافاسی آراکلیان (ارمنی: Բազմասեր Մանաֆասի Առաքելյան؛ زادهٔ ۱۴ ژوئن ۱۹۷۸) یک سیاستمدار اهل ارمنستان است که از تاریخ ۲۰۱۲ تا تاریخ ۲۰۱۷ سمت نمایندگی دوره پنجم مجلس ملی جمهوری ارمنستان را برعهده داشت.

## زندگی‌نامه
در ۱۴ ژوئن ۱۹۷۸ در پارپی به دنیا آمد. 